# Eexter Molenkolonie
De Eexter Molenkolonie is een voormalig waterschap in de Nederlandse provincie Groningen.
Het schap lag ten westen van Scheemda, tussen de Oude Ae en het Opdiep in het noorden en landerijen van Westerlee in het zuiden. De westgrens lag bij de Meedemerafwatering. De beide molens sloegen uit op het Termunterzijldiep.
Waterstaatkundig gezien ligt het gebied sinds 2000 binnen dat van het waterschap Hunze en Aa's.